# Kasou
«Kasou» (花葬 Entierro de la flor?) es el duodécimo sencillo de la banda japonesa L'Arc~en~Ciel. Salió a la venta junto a otros dos sencillos: Honey y Shinshoku -lose control- y se escuchaba en el programa de Asahi TV Shinshou Kyumei Uwasa no File.
Alcanzó el puesto #4 en el Oricon Singles Weekly Chart y manteniéndose en la lista durante 25 semanas. En 1998 vendió 1 009 920 unidades, siendo el #14 sencillo más vendido del año. 
En 2006 los primeros 15 sencillos de la banda fueron reeditados en formato de 12cm y no el de 8cm original. 

## Lista de canciones
| N.º | Título  | Letras | Música | Duración |  |
| 1.  | «Kasou» | Hyde   | Ken    |          |  |